# Dom za vešanje
Dom za vešanje és una pel·lícula iugoslava de 1988, dirigida pel serbi Emir Kusturica. Filmada en romaní, explica la història de Perhan, un jove gitano amb poders de telequinesi que és enganyat perquè participi en el submón de la petita delinqüència. És considerada una de les millors pel·lícules de Kusturica, per la qual va rebre el Premi a la millor direcció del Festival de Canes de 1998.
Ha estat coneguda internacionalment pel nom amb què fou presentada a Canes en francès, Le Temps des Gitans, i pel títol internacional en anglès, Time of the Gypsies ('El temps dels gitanos'), convenientment traduïda a les diverses llengües, ja que el títol original serbi significa 'La casa dels penjats'. No ha estat doblada al català.

## Argument
Perhan és un gitano. Fill natural d'un soldat i d'una zíngara, és educat, amb la seva germana minusvàlida, per la seva àvia en un barri de barraques de Skopje, a Macedònia (avui, Macedònia del Nord). La vida de la família s'organitza al voltant d'un acordió, d'un gall dindi i d'un oncle espavilat. Perhan s'enamora de la filla de la veïna i decideix guanyar molts diners per obtenir el dret de casar-s'hi. Entra al clan d'Ahmed i porta una existència feta de «bricolatges», de maquinacions i de tràfic de nens. Perhan es troba a partir d'aleshores pres dins un món que no vol. Almenys li queda l'amor. El seu destí sembla tot traçat, dramàtic, sense esperança de redempció, però Perhan s'agafa a la vida per pur orgull. Caurà de molt amunt: el somni europeu és lluny i continua sent inaccessible. Els gitanos són condemnats a sofrir i a errar, però amb dignitat...

## Repartiment
- Davor Dujmović: Perhan
- Bora Todorović: Ahmed
- Ljubica Adžović: Hatidža (l'àvia)
- Husnija Hasimović: Merdžan (l'oncle)
- Sinolička Trpkova: Azra (la xicota d'en Perhan)

## Curiositats sobre la pel·lícula
- Aquesta pel·lícula va ser una de les primeres gairebé completament rodada en romaní, la llengua dels gitanos.
- El viatge que fa Perhan travessa tot Iugoslàvia: marxa de Skopje, travessa Macedònia i després és a Kosovo, on Ahmed compra Irfan (el pare d'Irfan porta el barret albanès). Passen llavors a Sèrbia, després a Bòsnia i Hercegovina (el xofer del taxi és de Brčko, al nord de Bòsnia). Arriben llavors a Croàcia per la cèlebre autopista de la Fraternitat i de la Unitat (Belgrad-Zagreb), construïda per Tito després de la Segona Guerra Mundial, i on es veu l'aparició de la mare. Finalment arriben a l'hospital de Ljubljana, a Eslovènia.
- Emir Kusturica va posar en escena una versió d'aquesta pel·lícula per a l'Òpera Nacional de París el juny de 2007, definida per ell mateix com una òpera punk.

## Premis
- Premi a la millor direcció al Festival de Canes de 1989.